# 亚麻叶荛花
亚麻叶荛花（学名：Laplacea linoides）是山茶科南美大头茶属的植物，为中国的特有植物。分布在中国大陆的湖北、陕西、四川等地，生长于海拔680米至1,600米的地区，常生于山坡灌丛中，目前尚未由人工引种栽培。